# Wilhelm Lutz (Geograph)
Wilhelm Lutz (* 22. Juli 1931 in Adorf/Vogtl.) ist ein deutscher Wirtschaftsgeograph und Ehrenvorsitzender der Frankfurter Geographischen Gesellschaft. Sein Forschungsschwerpunkt waren die Siedlungs- und Wirtschaftsstrukturen in den alt- und neuweltlichen Hochgebirgsräumen, besonders Neuseelands und der Alpen.

## Werdegang
Nach dem Erhalt der allgemeinen Hochschulreife begann er 1951 das Studium der Geographie, Germanistik und Geschichte auf Lehramt in Erlangen. Zum Wintersemester 1952/1953 wechselte Lutz an die Universität Tübingen und im Wintersemester 1953/1954 erfüllte er sich seinen Auslandswunsch mit dem Wechsel an die Universität Innsbruck, Österreich. Vom Sommer 1955 bis Ende des Jahres 1957 verbrachte er mit Geländestudien in Gröden, Südtirol für seine Dissertation Gröden: Landschaft, Siedlung und Wirtschaft eines Dolomitenhochtales. Anschließend nahm die Auswertung, Interpretation und Niederschrift noch bis zum Wintersemester 1962/1963 Zeit in Anspruch.
Mit Abschluss seines Rigorosums 1963 promovierte Wilhelm Lutz an der Philosophischen Fakultät der Universität Innsbruck zum Dr. phil.
1963 trat er eine Stelle als wissenschaftlicher Assistent des wirtschaftsgeographischen Seminars der Johann Wolfgang Goethe-Universität Frankfurt am Main an. Auf Anraten seines Chefs flog er 1966 für einen zwölfmonatigen Forschungsaufenthalt nach Neuseeland. Auf insgesamt fünf Forschungsreisen beschäftigte sich Lutz mit Siedlungs- und Wirtschaftsräumen des Landes.
Zum Wintersemester 1972/1973 wurde Lutz zum Universitätsprofessor ernannt. Er wurde 1996 pensioniert.
Als Mitglied in der Frankfurter Geographischen Gesellschaft und im Verband Deutscher Schulgeographen führte er 1991, 1997, 1998 und 2000 Exkursionen nach Neuseeland. Am 22. September 2012 hielt Lutz im Museum Gherdeina einen Lichtbildervortrag „Die Siedlungslandschaft des dolomitladinischen Raumes im Wandel der Zeit – unter besonderer Berücksichtigung Grödens“.
2001 resultierte sein Engagement in der Ernennung zum Ehrenvorsitzenden der Frankfurter Geographischen Gesellschaft. 2013 wurde Lutz von der Universität Innsbruck mit der „Goldenen Promotion“ ausgezeichnet. 2023 wurde er von der Universität Innsbruck mit der "Diamantenen Promotion" ausgezeichnet.

## Publikationen
- Die Seiser Alm. Ein Bild bergbäuerlicher Wirtschaft. In: Jahrbuch des Österreichischen Alpenvereins, Alpenvereinszeitschrift Band 85, 1960, S. 75–82.
- Kirchenbücher als Quellen bevölkerungsgeschichtlicher Untersuchungen. Zur Frage der Zuverlässigkeit von Tauf- und Sterbebüchern, aufgezeigt am Beispiel jener Grödens (= Schlern-Schriften 217, Geographische Studien über Mensch und Siedlung in Südtirol, Prof. Dr. Hans Kinzl zum 60. Geburtstag von seinen Studenten, S. 51–68). Innsbruck 1961.
- Lutz Wilhelm und Christoph Jentsch: Die Bevölkerung des Gadertales im Jahre 1951 (= Schlern-Schriften 217, Geographische Studien über Mensch und Siedlung in Südtirol, Prof. Dr. Hans Kinzl zum 60. Geburtstag von seinen Studenten, S. 69–99). Innsbruck 1961.
- Lutz Wilhelm und Christoph Jentsch: Die Bevölkerung von Toblach und Waidbruck im Jahre 1951. Eine Untersuchung zweier Verkehrssiedlungen in Südtirol (= Schlern-Schriften 217, Geographische Studien über Mensch und Siedlung in Südtirol, Prof. Dr. Hans Kinzl zum 60. Geburtstag von seinen Studenten, S. 101–123). Innsbruck 1961.
- Gröden. Landschaft, Siedlung und Wirtschaft eines Dolomitenhochtales (= Tiroler Wirtschaftsstudien, Nr. 21). Innsbruck 1966, 360 Seiten, 5 Karten, 36 Abbildungen, 48 Tabellen und 26 Bilder.
- Das Bild der bäuerlichen Siedlung in Tirol (= Beiträge zur Genese der Siedlungs- und Agrarlandschaft in Europa, Erdkundliches Wissen, Heft 18, S. 103–111). Wiesbaden 1968.
- Neuseeland (= Westermann Lexikon der Geographie, Band III, S. 505–510). O.O. (Braunschweig) o. J. (1970).
- Neuseeland. Heidelberg o. J. (1975), 16 Seiten und 12 Bilder.
- Lutz Wilhelm und Christoph Jentsch: Pustertal – Dolomiten. Soziale und wirtschaftliche Wandlungen im östlichen Südtirol (Drei Tage) (= Innsbrucker Geographische Studien, Band 2, Tirol. Ein geographischer Exkursionsführer, S. 369–410). O.O. (Innsbruck) o. J. (1975).
- Die obere Siedlungsgrenze im High Country der Südinsel Neuseelands. (= Frankfurter Wirtschafts- und Sozialgeographische Schriften, Heft 26, Studien zur allgemeinen und regionalen Geographie, Josef Matznetter zum 60. Geburtstag, S. 305–316, 2 Karten und 1 Tabelle). Frankfurt am Main 1977.
- Neuseeland. Reiseführer mit Landeskunde (= Mai’s Weltführer Nr. 15). Frankfurt am Main o. J. (1980), 181 Seiten, 16 Fotos und 6 Karten.
- Die freie Schulwahl nach der Grundschule – ein Sorgenkind hessischer Eltern. In: Elternbrief des HEV, 1982, I, S. 4–6 und S. 9–10.
- Das High Country der Südinsel Neuseelands. Entwicklung und Struktur eines Hochgebirgsraumes. (= Frankfurter Wirtschafts- und Sozialgeographische Schriften, Heft 36, Wirtschaftliche Aspekte der Raumentwicklung in außereuropäischen Hochgebirgen, 3. Frankfurter Wirtschaftsgeographisches Symposium [1./2. Febr. 1980], S. 269–326 und 7 Karten). Frankfurt am Main 1981.
- Schulbücher im Kreuzfeuer der Kritik. In: Elternbrief des HEV, 1982, II, S. 22 und S. 27–28.
- Neuseeland (= Fischer Länderkunde, Band 10, Australien – Neuseeland – Südpazifik, S. 70–92, S. 236–238 und S. 247/248). O.O. (Frankfurt am Main) o. J. (1984)
- 1888–1988 (= 1888–1988. 100 Jahre Heinrich-von-Gagern-Gymnasium, ehedem Kaiser-Friedrich-Gymnasium in Frankfurt am Main, S. 15–17). O.O. (Frankfurt am Main) o. J. (1988).
- Neuseeland – im Umbruch: Auf dem Weg in die Weltwirtschaft (= Frankfurter Wirtschafts- und Sozialgeographische Schriften, Heft 52, Australien – Neuseeland, Räumlicher Wandel in weltwirtschaftlicher Abhängigkeit, 8. Frankfurter Wirtschaftsgeographisches Symposium [12. Febr. 1988], S. 3–20). Frankfurt am Main 1988.
- Das Schülereinzugsgebiet des Heinrich-von-Gagern-Gymnasiums (= 1888–1988. 100 Jahre Heinrich-von-Gagern-Gymnasium, ehedem Kaiser-Friedrich-Gymnasium in Frankfurt am Main, 101-103) O.O. (Frankfurt am Main) o. J. (1988).
- Geographie und Geologie (= Neuseeland [Hrsg.: Aspe, Andris und Joachim Fischer], S. 19–26). Köln o. J. (1989).
- Wirtschaftlicher Wandel Neuseelands. In: Geographische Rundschau, 42. Jg., 1990, Heft 3, S. 136–142.
- Lutz, Wilhelm und Uwe Jäschke: Eine Kartenfolge zum Thema Deutschland. Frankfurt am Main um 1990, 8 Karten.
- Neuseeland. (= Staatslexikon, Recht, Wirtschaft, Gesellschaft in 7 Bänden, Siebter Band, Die Staaten der Welt II, Afrika – Asien – Australien – Ozeanien – Antarktis, S. 851–855). Freiburg, Basel, Wien o. J. (1993).
- Hofmeister, Burkhard und Wilhelm Lutz: Australien & Neuseeland (= Länder der Welt). O.O. (Dortmund) o. J. (1999), 576 Seiten.